# Кожанский сахарный завод
Кожанский сахарный завод — предприятие пищевой промышленности в посёлке городского типа Кожанка Фастовского района Киевской области Украины, прекратившее своё существование.

## История
Свеклосахарный завод в селе Кожанка Кожанской волости Васильковского уезда Киевской губернии Российской империи был построен в 1859 году, в 1895 году от железной дороги к заводу была проложена линия длиной 2 км, что улучшило условия подвоза сырья и отгрузки готовой продукции.

### 1918 - 1991
После окончания боевых действий гражданской войны началось восстановление предприятия, в ходе индустриализации 1930-х годов Кожанский сахарный завод был реконструирован и оснащён новым оборудованием. Главным инженером завода в 1935 - 1937 годы работал Н. В. Подгорный.
В ходе Великой Отечественной войны село было оккупировано немецкими войсками (во время оккупации с октября 1941 до ноября 1943 года на сахарном заводе действовала советская подпольная группа из 29 человек во главе с П. Кривенко и С. Павличенко), в дальнейшем завод был восстановлен.
В 1961 году сахарный завод и свеклосовхоз (на балансе которого в 1971 году находилось 4,4 тыс. гектаров земли, из них 3,3 тыс. гектаров пашни) были объединены в Кожанский сахарный комбинат.
В соответствии с девятым пятилетним планом развития народного хозяйства СССР был построен новый трёхэтажный производственный корпус комбината, который был введён в строй в 1975 году. В результате, мощности предприятия были увеличены.
В 1980е годы комбинат ежегодно перерабатывал 167 000 тонн сахарной свеклы и производил 21 000 тонн сахара.
В целом, в советское время сахарный комбинат входил в число крупнейших предприятий посёлка.

### После 1991
После провозглашения независимости Украины государственное предприятие было преобразовано в арендное предприятие "Кожанский сахарный завод".
В мае 1995 года Кабинет министров Украины утвердил решение о приватизации сахарного завода. В октябре 1995 года было утверждено решение о приватизации свеклосовхоза.
В 1997 году было возбуждено дело о банкротстве завода, его инициатором выступила Фастовская объединенная государственная налоговая инспекция, долг предприятия перед которой составлял на тот момент порядка 1,5 млн гривен. Уже через год арбитражный суд Киевской области принял решение о признании предприятия банкротом и его ликвидации. Однако занимавшаяся продажей имущества завода ликвидационная комиссия со своими обязанностями не справилась.
В 2001 году в соответствии со вступившим в силу законом «О восстановлении платежеспособности должника или признании его банкротом» ликвидацию завода поручили назначенному судом арбитражному управляющему. По данному закону предприятие должно было быть ликвидировано в течение года. Однако в этом же году вступил в действие закон «О моратории на принудительную реализацию имущества».
31 декабря 2002 года сахарный завод прекратил свою работу, но в феврале 2004 года руководство предприятие сумело заключить мировое соглашение с кредиторами и процедура банкротства была приостановлена.
Для поддержания завода в рабочем состоянии его производственные цеха на протяжении двух лет (2002 - 2003 гг.) сдавались в аренду киевской компании ООО «Номинал», часть долгов удалось погасить по программе «Списание задолженности сахарных заводов», принятой в 2001 г., а также за счет возврата дебиторской задолженности. В начале 2004 года было объявлено о привлечении на завод "стратегического инвестора" для перепрофилирования предприятия. В дальнейшем, оборудование завода начали разбирать на металлолом.
В 2007 году было вновь возбуждено дело о банкротстве предприятия.
По состоянию на начало 2015 года производственное оборудование и подъездные пути были разобраны на металлолом.